# Plaza del Mercado (Palma de Mallorca)
La plaza del Mercado es un espacio urbano de Palma de Mallorca (Islas Baleares, España), situado en el Distrito Centro de la ciudad.

## Denominación
El nombre actual está documentado desde el siglo XIV, y probablemente ya se llamaba así en los primeros años de la conquista de Mallorca y en tiempo de los musulmanes. Durante el siglo XIII también recibió el nombre de plaza de Santa Margarita porque, justo después de la Conquista hasta 1278, en el actual casal de Can Berga se instaló un convento de religiosas agustinas de Santa Margarita. En 1930, año de la canonización de la beata Catalina Tomás, el Ayuntamiento de Palma impuso el nombre de la santa a la plaza, la cual no recuperó el nombre antiguo y tradicional hasta 1990.

## Historia
El espacio de la plaza ocupa parte del lecho primitivo de la Riera. Antes de la construcción del segundo recinto de las murallas de Madina Mayurqa, en el siglo XII la zona estaba cubierta por las aguas de una cala que conformaba la desembocadura del torrente Exequin o al-Wadi, nombres en árabe de la Riera. Este tercer recinto incluía la plaza y más adelante, cuando la cala se había desecado, el curso del torrente se convirtió en el lecho del torrente que continuaba por el el Borne y desembocaba en los actuales jardines de s'Hort del Rei. Ya en tiempos de los almorávides se celebraba el mercado principal de la ciudad.
Naturalmente, tomó su nombre del hecho de que aquí se ubicaba el mercado de la ciudad, ya en tiempos de al-Ándalus. En 1302, por privilegio del rey Jaime II, se instituyó oficialmente dicho mercado, que se celebró cada sábado hasta el siglo XIX. Hasta 1613, cuando se desvió la Riera por la parte de fuera de la ciudad, gran parte del espacio estaba ocupado por el lecho del torrente, lo que dificultaba el comercio.
Desde 1712 hay noticias sobre corridas de toros en este espacio. Durante el siglo XVIII y parte del XIX fue un lugar destinado a ejecuciones públicas, ya que existían las horcas, que antes estaban en el muelle, junto a la Lonja. En el siglo XIX se sembraron árboles, de tal modo que constituyó un paseo que enlazaba la Rambla y el Borne. En 1868 el mercado fue trasladado a la nueva Plaza Mayor, donde se celebró hasta 1951, cuando se construyó el Mercado del Olivar y el mercado sabatino pasó a la avenida de Gabriel Alomar.
Una vez trasladado el antiguo mercado, se llevaron a cabo diversas ordenaciones del espacio. La primera se remonta a 1903, a cargo del arquitecto Gaspar Bennazar. La urbanización fue muy sencilla y consistió en delimitar la plaza, colocar un piso de hormigón con capa de cemento, añadir aceras y cubrir el piso con arena fina, manteniendo el arbolado existente. Así el espacio empezó a ser atractivo e interesante, de acuerdo con la ubicación en el centro de la ciudad y la inauguración del Grand Hotel (hoy CaixaForum) en la vecina Plaza de Weyler.
Más importante fue la segunda reforma (1911-1912), dirigida por el arquitecto Jaume Alenyar. Se ajardinó todo el espacio, se colocó mobiliario urbano y es probable que el monumental ficus que hoy preside el entorno fuera entonces plantado. Así, en los años 20 del siglo XX la plaza ya era considerada uno de los principales pulmones de la ciudad. junto al Paseo del Borne y la Plaza de la Reina. En 1924 se empedraron las calles adyacentes y en 1929 se inauguró el monumento a Antonio Maura. La última reforma importante llegó en 1962, con la eliminación de los jardines y la colocación del empedrado actual, dejando solo el arbolado del jardín original.
Por último, en 2023 el Ayuntamiento de Palma anunció una nueva reforma integral en la que se estudiaban actuaciones como desplazar la estatua de Antonio Maura, talar el ficus que en teoría perjudicaba el monumento o eliminar el popular Bar Alaska. Todo ello se descartó y el proyecto definitivo aún está pendiente de definirse.

## Elementos destacados
Dada la larga historia y ubicación estratégica dentro de la ciudad, la plaza ostenta diversos elementos de interés. Destacan los siguientes:
- La Iglesia de San Nicolás, del siglo XIII. Adosada a los muros exteriores del ábside y encarada hacia la plaza se encuentra la llamada Piedra de la Beata, roca sobre la que, según la tradición, oraba la Beata esperando ser admitida en algún convento de la ciudad.
- Can Berga, antiguo palacio barroco cuyos orígenes se remontan al siglo XIII. Desde 1963 funciona como sede judicial.
- Can Casasayas, dos edificios plurifamiliares de estética modernista construidos entre 1908 y 1911, diseñados por Francisco Roca Simó y Guillem Reynés Font.
- El Forn Fondo, pastelería abierta en 1911 en la esquina con la calle de la Unión.
- El ficus centenario, monumental árbol situado en el centro de la plaza y posiblemente plantado en la reforma de 1911-1912.
- El conjunto escultórico de homenaje a Antonio Maura, obra de Mariano Benlliure e inaugurado en 1929.
- Can Escarrer, edificio plurifamiliar de carácter neoplateresco, diseñado por Gaspar Bennazar en 1929.
- Can Ques, edificio plurifamiliar de carácter racionalista, diseñado por Enric Juncosa en 1932.
- El Bar Alaska, popular quiosco de refrescos y alimentación, abierto en 1935.

Además, también existieron otros lugares destacados:
- En el local comercial de uno de los edificios de Can Casasayas existieron los almacenes Bon Marché (1910), que emulaban los homónimos de París. Después fueron sucedidos por el Bar América, desde 1925.
- En el otro edificio de Can Casasayas estuvo la Pensión Menorquina, ubicada allí desde 1931.
- La sede de la cooperativa de viviendas populares El Hogar del Porvenir, durante los años 20 y 30 del siglo XX.
- El cine Actualidades, ubicado en los bajos de Can Ques entre 1940 y 1970.

## Galería fotográfica

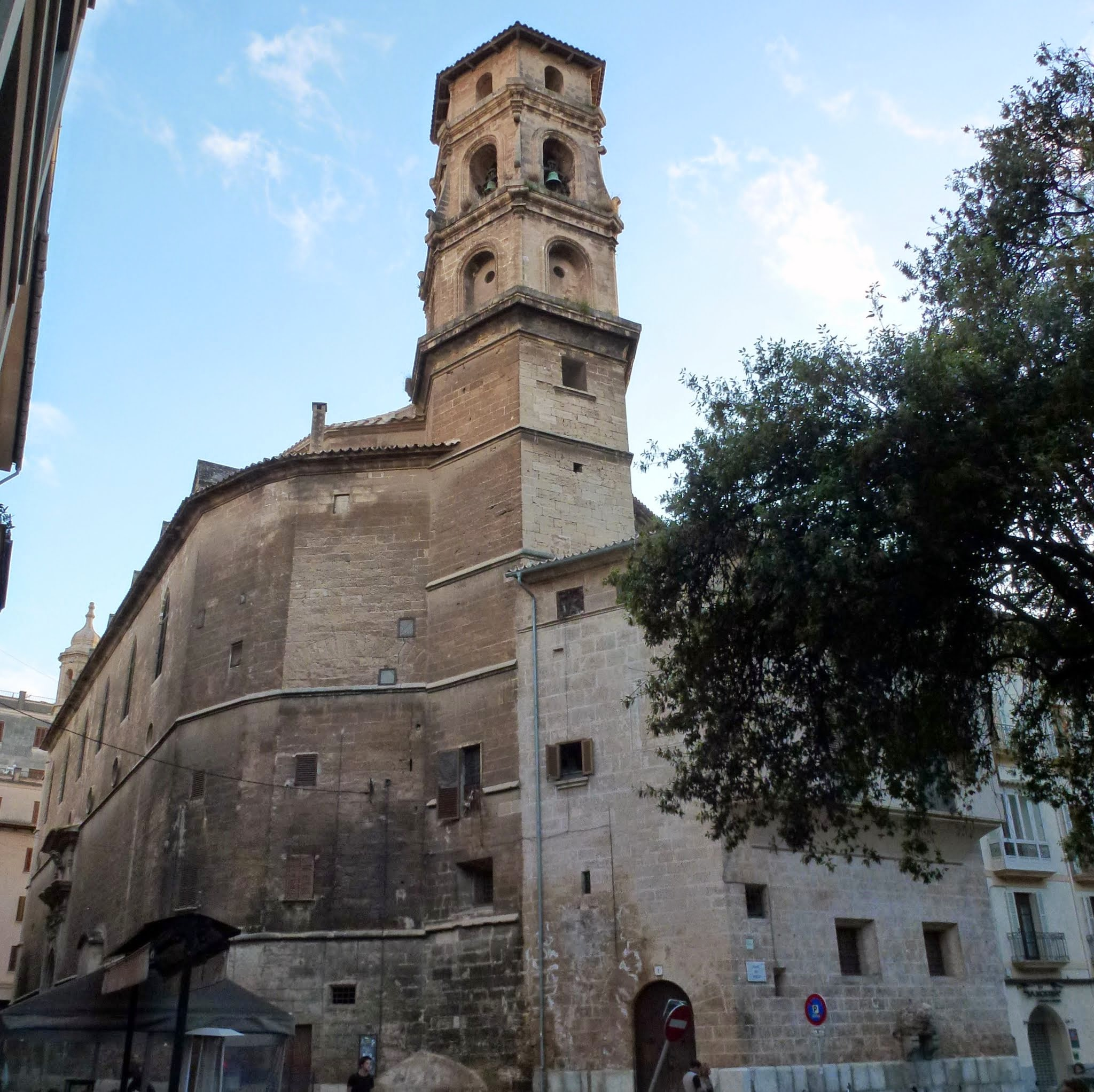
Iglesia de San Nicolás
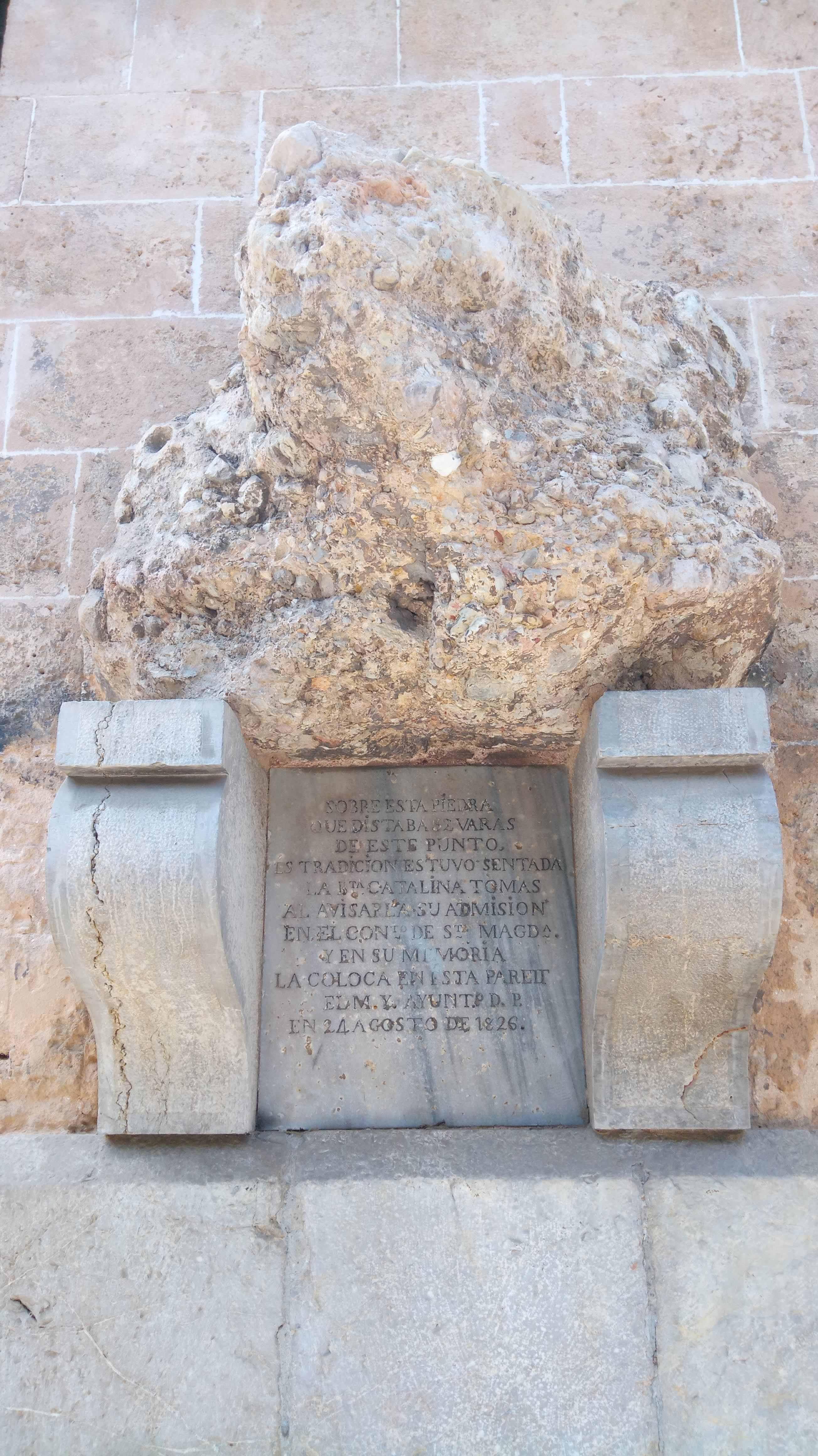
Piedra de la Beata
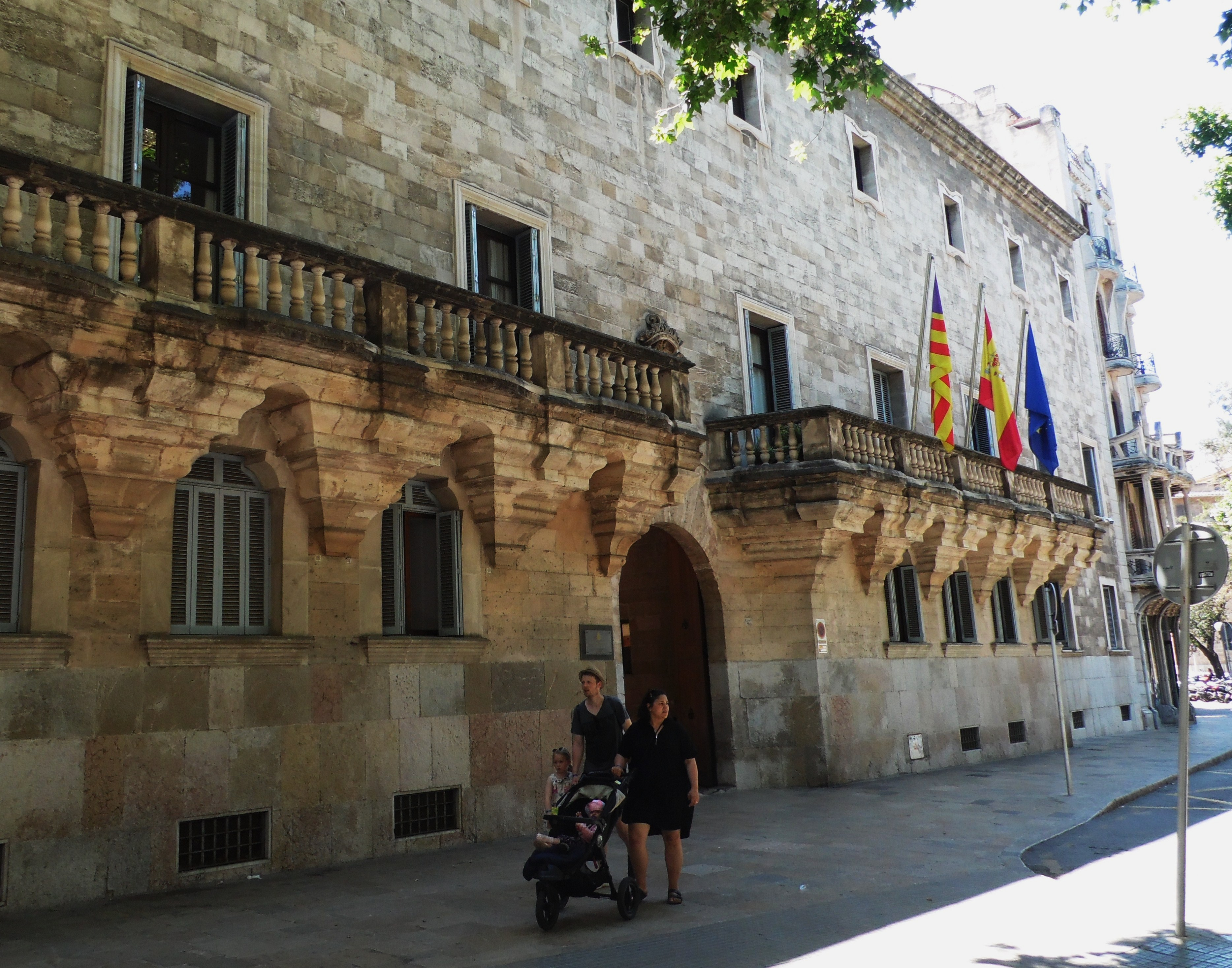
Can Berga
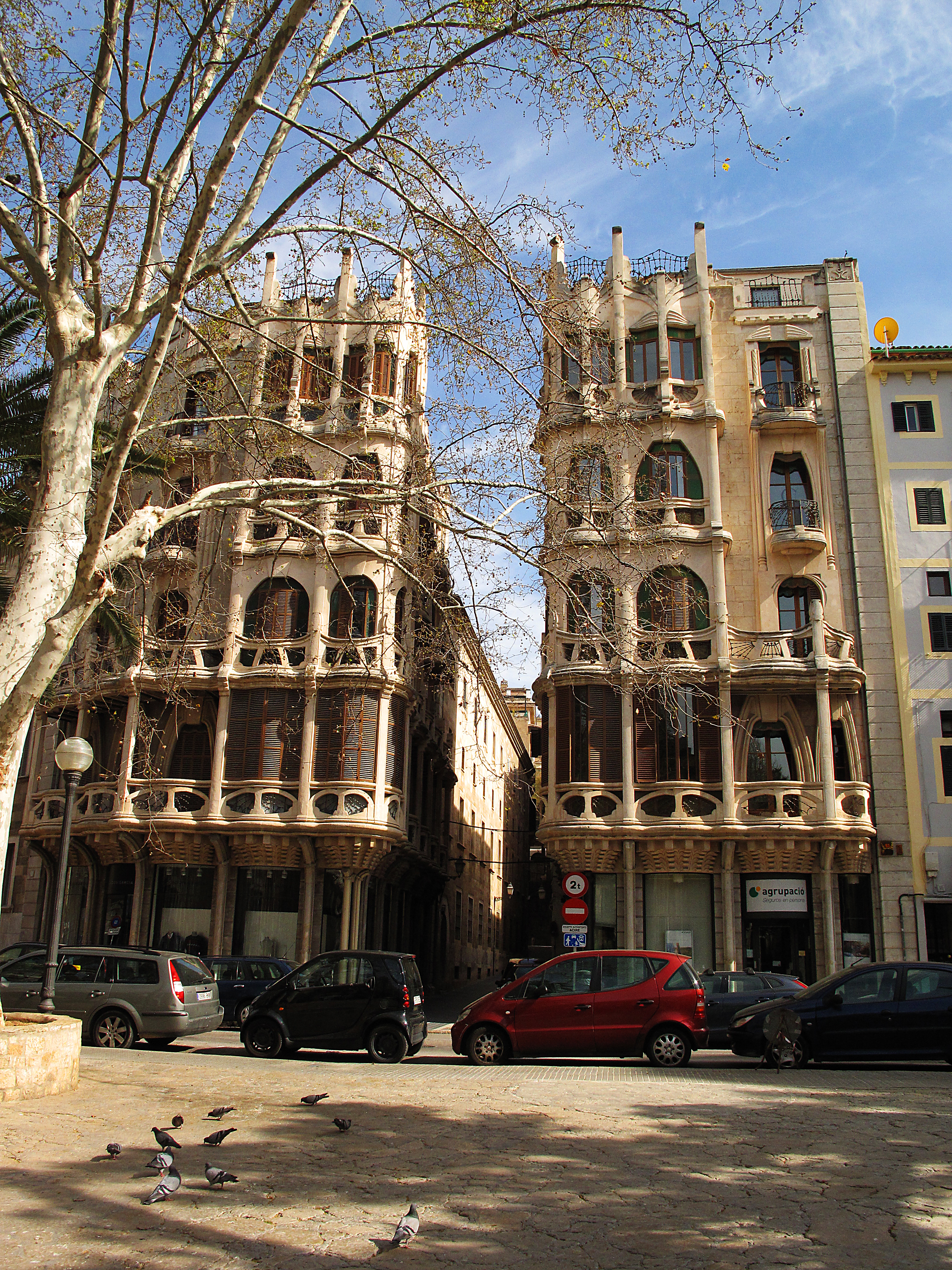
Edificios de Can Casasayas
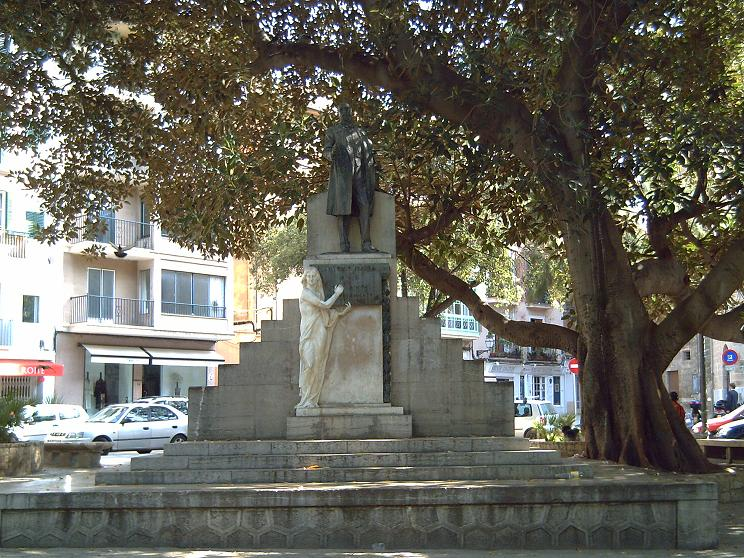
Monumento a Antonio Maura
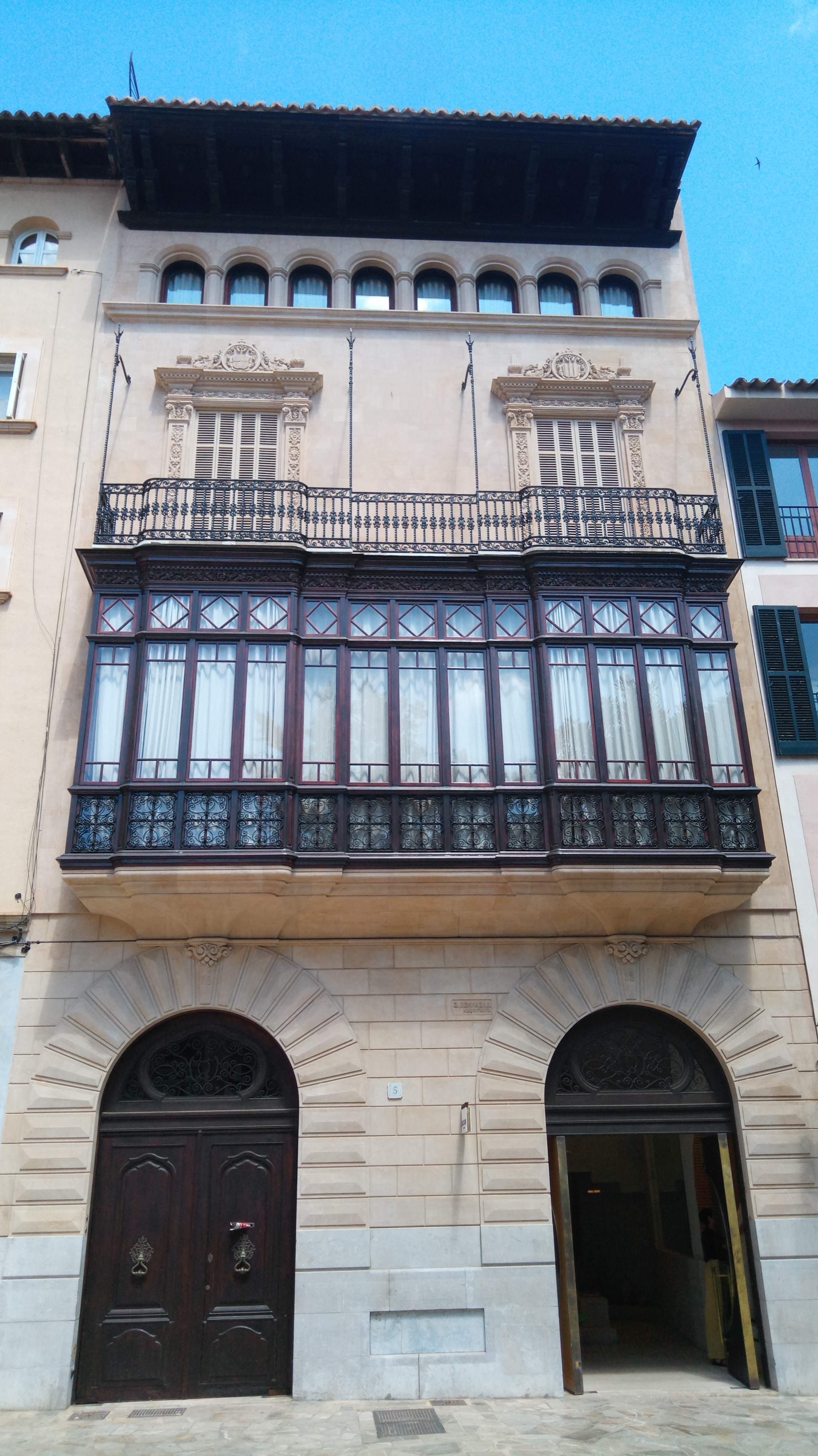
Can Escarrer
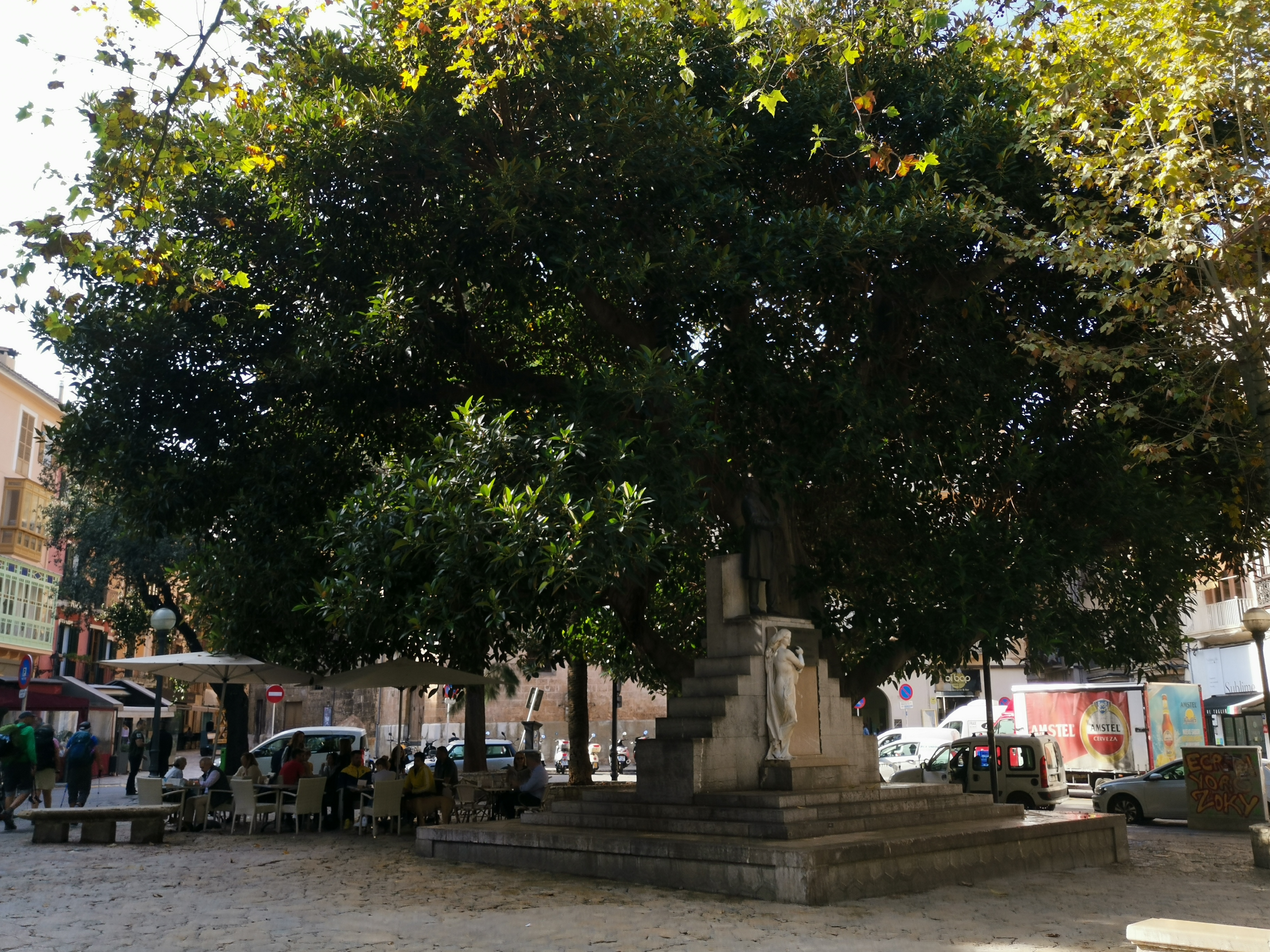
Ficus
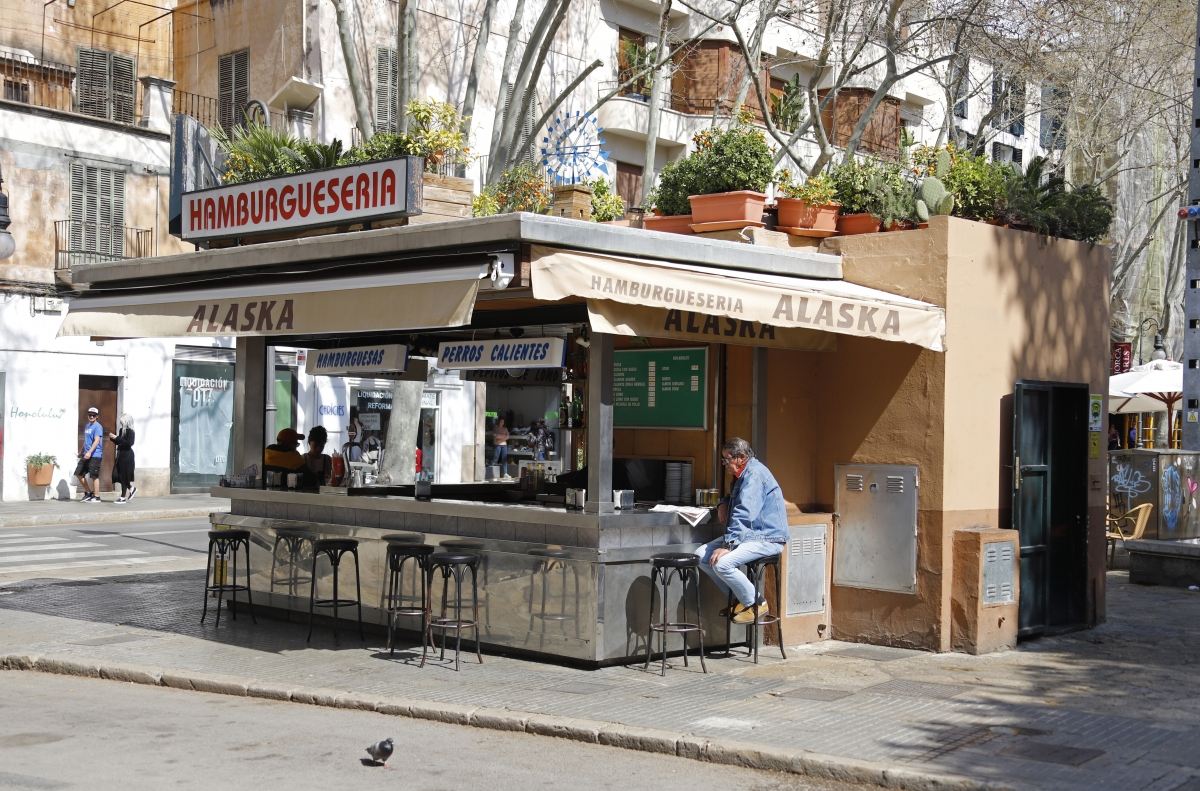
Bar Alaska
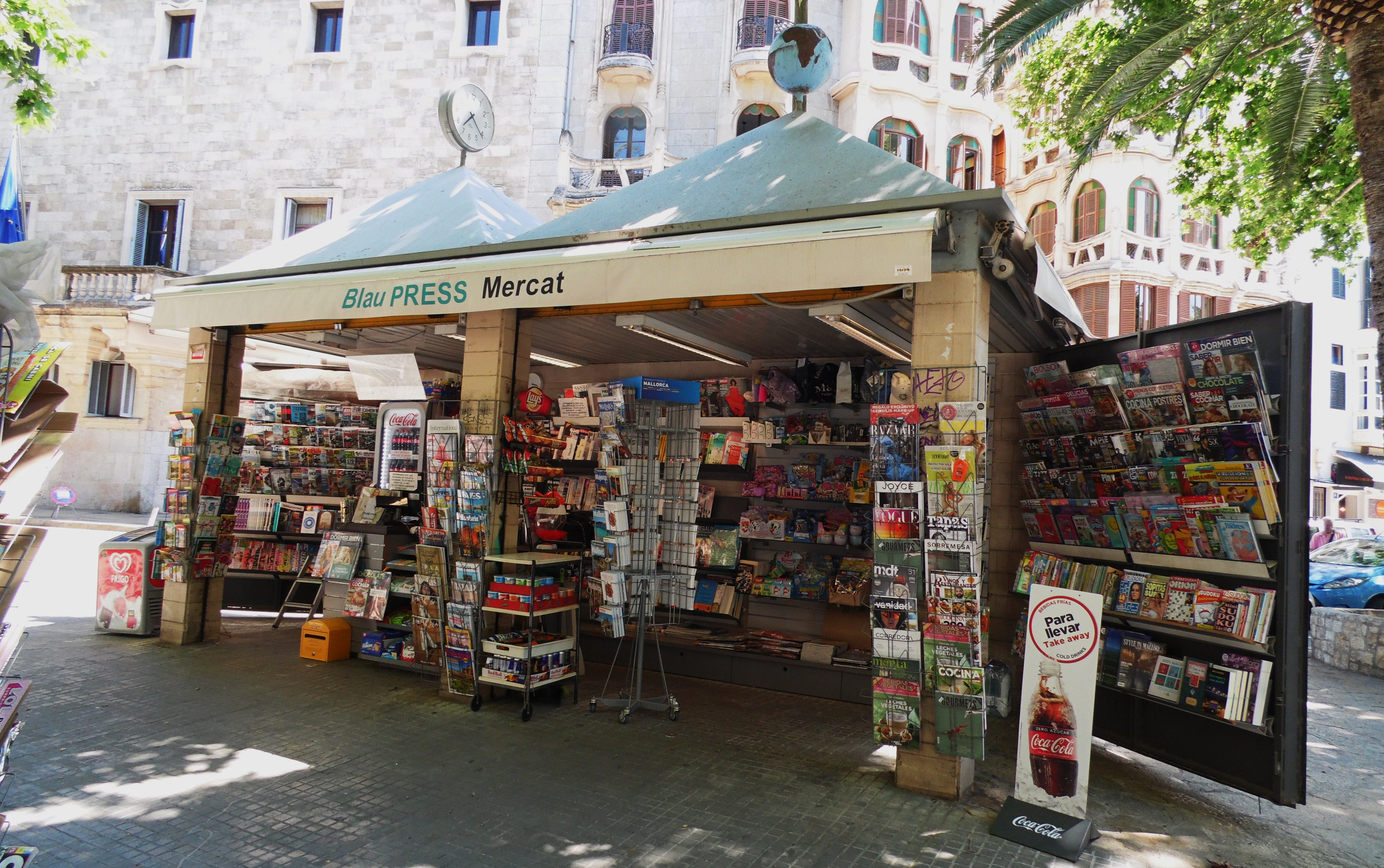
Kiosco de prensa